# Yamada Hisanari
Yamada Hisanari (jap. 山田 久就; * 13. Januar 1907 in Kyōto; † 15. Dezember 1987) war ein japanischer Diplomat und Politiker der Liberaldemokratischen Partei, Abgeordneter und von 1977 bis 1978 Umweltminister.

## Leben
Nach Abschluss seines Studiums (Politikwissenschaft) an der rechtswissenschaftlichen Fakultät der Kaiserlichen Universität Tokio trat er in den diplomatischen Dienst ein. Ab 1940 war er in der Ostasienabteilung, ab 1942 war er im Großostasienministerium tätig. 1945 wurde er sanjikan (Position Unterhalb der beamteten Staatssekretäre) im Außenministerium. Von März 1958 bis Dezember 1960 war er beamteter Staatssekretär (jimujikan), danach von Mai 1961 bis Dezember 1963 Botschafter in der Sowjetunion. 1964 beendete er seine Beamtenlaufbahn und wandte sich der Politik zu.
Bei der Wahl 1967 wurde er im neu geschaffenen dreimandatigen Wahlkreis Tokio 8 mit dem höchsten Stimmenanteil als Abgeordneter in das Shūgiin gewählt. Unter dem zweiten Kabinett von Premierminister Tanaka Kakuei war er ab 1973 einer von zwei parlamentarischen Staatssekretären im Außenministerium. Im umgebildeten Kabinett Fukuda war er 1977 Leiter der Umweltbehörde. 1979 erhielt er nur noch den vierthöchsten Stimmenanteil in seinem Wahlkreis und zog sich anschließend aus der Politik zurück.

## Ehrungen
- 1960: Großes Verdienstkreuz mit Stern und Schulterband der Bundesrepublik Deutschland
- 1977: Ehrenbürger von Fukuno, zu dem sein Heimatdorf Hiratsuka im Landkreis Higashitonami in der Präfektur Toyama damals gehörte. Heute ist der Ort Teil von Nanto

| Personendaten    | Personendaten                     |
| ---------------- | --------------------------------- |
| NAME             | Yamada, Hisanari                  |
| ALTERNATIVNAMEN  | 山田 久就 (japanisch)             |
| KURZBESCHREIBUNG | japanischer Beamter und Politiker |
| GEBURTSDATUM     | 13. Januar 1907                   |
| GEBURTSORT       | Kyōto                             |
| STERBEDATUM      | 15. Dezember 1987                 |